# Basantapur (Kapilvastu)
Basantapur (nepalski: बसन्तपुर) – gaun wikas samiti w zachodniej części Nepalu w strefie Lumbini w dystrykcie Kapilvastu. Według nepalskiego spisu powszechnego z 2001 roku liczył on 403 gospodarstw domowych i 2870 mieszkańców (1362 kobiet i 1508 mężczyzn).